# Patrice Estanguet
Patrice Estanguet (Pau, 19 de abril de 1973) es un deportista francés que compitió en piragüismo en la modalidad de eslalon. Es el hermano mayor del exitoso piragüista Tony Estanguet.
Participó en los Juegos Olímpicos de Atlanta 1996, obteniendo una medalla de brfonce en la prueba de C1 individual. Ganó 4 medallas en el Campeonato Mundial de Piragüismo en Eslalon entre los años 1997 y 2003.

## Palmarés internacional
| Juegos Olímpicos   | Juegos Olímpicos              | Juegos Olímpicos  | Juegos Olímpicos |
| Año                | Lugar                         | Medalla           | Competición      |
| ------------------ | ----------------------------- | ----------------- | ---------------- |
| 1996               | Atlanta (Estados Unidos)      | Medalla de bronce | C1 individual    |
| Campeonato Mundial |                               |                   |                  |
| Año                | Lugar                         | Medalla           | Competición      |
| 1997               | Três Coroas (Brasil)          | Medalla de plata  | C1 por equipos   |
| 1999               | Seo de Urgel (España)         | Medalla de bronce | C1 por equipos   |
| 2002               | Bourg-Saint-Maurice (Francia) | Medalla de bronce | C1 individual    |
| 2003               | Augsburgo (Alemania)          | Medalla de plata  | C1 por equipos   |